# Улыбина, Светлана Григорьевна
Светлана Григорьевна Улыбина 16 августа (4 августа) 1946, Горький, СССР — советская актриса. Заслуженная артистка России (2000).

## Биография
Закончила Саратовское театральное училище. Первым театром, на сцене которого Светлана Улыбина делала самостоятельные шаги, стал Челябинский ТЮЗ. Затем был ТЮЗ в Ростове-на-Дону, Омский драматический театр, Магнитогорский драмтеатр. В 1974 актриса приехала в Вологодский драматический театр.

## Основные роли
- Надя («Любовь и голуби» — В. Гуркин)
- Элеонора («Месье Амилькар» — И. Жамиак)
- Марфа Бордовая («Молва» — А. Салынский)
- Оля («Дачный роман» — Б. Рацер, В. Константинов)
- Михалева («Спортивные сцены» — Э. Радзинский)
- Анна («Звезды на утреннем небе» — А. Галин).

Мощная энергетика, подвижность и пластичность, умение создать точную речевую характеристику персонажу — те качества, которые отличают С. Г. Улыбину. Экспрессивность и искренность актрисы позволяют ей создавать яркие и запоминающиеся образы: Красавина в спектакле «Бальзаминов, Бальзаминов!..» (А. Н. Островский, 2002), Елизавета из «Наваждения» (А. Галин, 2004), Глафира Глумова («На всякого мудреца довольно простоты», Островский, 2005), Мари («Сиреневое платье Валентины» Ф. Саган, 2006).
В 2009 году снялась в фильме «Петя по дороге в царствие небесное» режиссёра Николая Досталя, сыграв в нём роль матери главного героя. На 31 Московском международном кинофестивале фильм был удостоен высшей награды.
В 2015 году снялась в телесериале Молодая гвардия (бабушка Сони).

## Награды и звания
- Заслуженный артист РФ - 25 сентября 2000.